# 弗林肯贝格
弗林肯贝格是奥地利蒂罗尔州施瓦茨县的一个市镇。总面积171.6平方公里，总人口1550人，人口密度9.0人/平方公里（2005年）。